# ليز هنتر
ليز هنتر (بالإنجليزية: Les Hunter)‏ مواليد 16 أغسطس 1942 في ناشفيل، هو لاعب كرة سلة أمريكي معتزل. بدأ مسيرته الاحترافية في سنة 1964. تم اختياره من قبل فريق ديترويت بيستونز خلال الدرافت. يبلغ طوله 6 قدم 7 بوصة (2.0 م). اعتزل اللعب في 1973. لعب مع واشنطن ويزاردز وبروكلين نتس.

## روابط خارجية
- ليز هنتر على موقع إن بي أي (الإنجليزية)
- ليز هنتر على موقع سبورتس رفرنس (الإنجليزية)
- ليز هنتر على موقع كلية كرة السلة في سبورتس رفرنس.كوم (الإنجليزية)
- ليز هنتر على موقع ريلجم (الإنجليزية)
- ليز هنتر على موقع بروبوليرز (الإنجليزية)